# Badiya bint Ali
Prinsessan Badiya bint Ali, död 2020, var en arabisk prinsessa. Hon var dotter till kung Ali ibn Hussein av Hijaz och Nafissa Khanum, och moster till kung Faisal II av Irak.
Hon gifte sig 1950 med sin släkting Sharif al-Hussein. 
Hennes mor, bror, syster och systerson kungen mördades alla i massakern vid kungliga palatset under 14 juli-revolutionen 1958. 
Hon var inte dödad därför att hon inte var närvarande i palatset dagen för massakern. Hon sökte asyl vid den saudiska ambassaden, som skaffade henne, hennes make och söner plats på ett flyg till Kairo. Hon levde sedan i London och Schweiz. 
Hon utgav sina memoarer. 